# Blessed by a Broken Heart
Blessed by a Broken Heart (kurz BBABH) war eine sechsköpfige Metal-Band aus Montreal, Kanada, die 2003 gegründet wurde.

## Bandgeschichte
Das erste Album All’s Fair in Love and War von Blessed by a Broken Heart erschien 2004 bei Blood&Ink Records und war dem Metalcore-Genre zuzuordnen. Die musikalische Ausrichtung der Band änderte sich seitdem stark in die Richtung 80's/Hair Metal/Pop. Vorangetrieben wurde dieser Stilwechsel durch den Gitarristen Shred Sean, der 2005 in die Band kam.
Nach einer Tour Ende 2006 verließ Sänger Jon Cline die Band, ihn ersetzte Tony Gambino. Im Januar 2007 unterschrieb die Band bei Century Media. Daraufhin zogen sie sich ins Studio zurück, um zusammen mit Produzent GGGarth Pedal to the Metal aufzunehmen. Den Rest des Jahres war die Band mit The Devil Wears Prada, A Day to Remember und My Children My Bride auf Tour in den USA, auf einer zweiten Tour wurden sie von It Dies Today, Silent Civilian und Bring Me the Horizon begleitet.
2006 waren BBABH erstmals in Europa; ihre mit der britischen Band Enter Shikari gespielte Headlining-Tour war ausverkauft. Anfang 2008 war die Band erneut auf einer Europa-Tour, auf der sie von Bring Me the Horizon, Architects, Maroon und in England von Azriel begleitet wurden. Nach der Europa-Tour Anfang 2008 verließen die beiden langjährigen Bandmitglieder Robbie Hart (Rhythmusgitarre) und Simon Foxx (Keyboard) die Band. Das zweite Studioalbum Pedal to the Metal erschien am 18. August 2008 in Europa und am 2. September 2008 in den USA. Das Album hat regulär elf Lieder, in den USA wird exklusiv über Hot-Topic eine Special Edition mit zwei Bonus-Songs verkauft.
Am 24. Juni 2011 erschien ein Teaser-Video, das ankündigte, das die Band nun bei Tooth and Nail Records unter Vertrag stehe und gerade bei den Vorbereitungen für ein neues Album sei. Feel the Power erschien schließlich am 23. Februar 2012. Im Juli des gleichen Jahres  verließ Sänger Tony Gambino die Band. Den Gesang übernahm nun Rhythmusgitarrist Sam Ryder. Am 7. September 2013 verkündete Sean Maier die Auflösung der Band.

## Diskografie

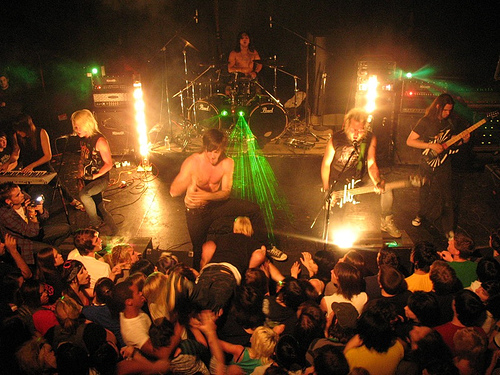
Blessed by a Broken Heart, 2007

### Alben
- 2004: All’s Fair in Love and War (Blood & Ink Records)
- 2008: Pedal to the Metal (Century Media)
- 2012: Feel the Power (Tooth & Nail Records)

### Sonstige Veröffentlichungen
- 2007: Promo 2007 (EP, Promo, Century Media)
- 2008: Pedal to the Metal (Single, Promo, Century Media)
- 2008: Move Your Body (Single, Promo, Century Media)
- 2008: Untitled (Single, Promo, Century Media)